# Oriental (kommun)
Oriental är en kommun i Mexiko.   Den ligger i delstaten Puebla, i den sydöstra delen av landet, 160 km öster om huvudstaden Mexico City. Antalet invånare är 9 957.
Följande samhällen finns i Oriental:
- Zacatepec
- Oriental
- San Antonio Virreyes
- Nuevo Centro de Población Tlachichuca
- Santa Cruz Magdalena
- Jesús Carranza
- San Isidro Patrimonio Ejidal